# 1804 a tudományban
Az 1804. év a tudományban és a technikában.

## Események
- február 21. – Richard Trevithick fogadásból épített gőzmozdonya sikeres próbautat tesz, ez az első sikeres mozdony a vasúttörténetben.
- szeptember 1. – Karl Ludwig Harding felfedezi a 3 Juno kisbolygót
- szeptember 6. – Joseph Gay-Lussac Jean-Baptiste Biot francia fizikussal együtt hidrogénnel töltött léggömbön 7000 m-nél magasabbra emelkedik, közben vizsgálják a légkör hőmérsékletét, összetételét és a földi mágneses mező változását

## Kémia
- Friedrich Sertürner (Friedrich Wilhelm Adam Sertürner) német kémikus, gyógyszerész elsőként állít elő morfint (ópiumból); az anyagot Morfeusz, az álom görög istene után nevezte el.

## Publikációk
- Megjelenik James Parkinson nagy művének első kötete: Organic Remains of a Former World (A régi világ szerves maradványai). Második kötetét 1808-ban, harmadik kötetét 1811-ben publikálta, mindegyik művét ő maga illusztrálta.

## Születések
- április 5.– Matthias Schleiden német botanikus († 1881)
- április 7. – Salomon Müller német zoológus, ornitológus († 1864)
- július 20. – Richard Owen angol biológus, összehasonlító anatómus és őslénykutató († 1892)
- október 24. – Wilhelm Eduard Weber porosz fizikus és egyetemi tanár, a mágneses fluxus névadója; nevéből származik a weber mértékegység († 1891)
- december 10. – Carl Gustav Jacob Jacobi porosz matematikus, akit minden idők egyik legnagyobb matematikusának tekintenek († 1851)

## Halálozások
- február 6. – Joseph Priestley angol lelkész, fizikus és kémikus, liberális filozófus. Ő fedezte fel a később érzéstelenítésre is használt dinitrogén-oxidot (kéjgáz), illetve a nitrogén monoxidot, az ammóniát, a hidrogén-kloridot (* 1733)
- március 26. – Kempelen Farkas magyar feltaláló; legismertebb találmányai a sakkautomata, a kézzel működtetett beszélőgép és a vakok számára készített domború betűs írógépe szedő- és nyomtatógép (* 1734)
- szeptember 20. – Pierre Joseph Bonnaterre francia természettudós (* 1752)
- szeptember 20. – Pierre Méchain francia csillagász, Charles Messier-vel együtt az üstökösök és a mélyégobjektumok korai tanulmányozásának jelentős képviselője. A Messier-katalógus objektumai közül 26 Méchain saját felfedezése (* 1744)
- október 2. – Nicolas-Joseph Cugnot francia tüzértiszt, mérnök és feltaláló, aki elkészítette az egyik első önjáró, gőzgéppel hajtott kocsit. Ez volt a világ első működő gőzüzemű járműje, a gőzmozdony és az automobil közös ősének tekinthető (* 1725)
- november 1. – Johann Friedrich Gmelin német természettudós, botanikus, entomológus, herpetológus, a puhatestűek kutatója (* 1748)